# Eduard Vogel von Falckenstein
Eduard Ernst Friedrich Hannibal Vogel von Falckenstein, född 5 januari 1797 i Breslau, död 6 april 1885 på slottet Dolzig nära Sommerfeld, var en preussisk infanterigeneral. 
Vogel ingick i mars 1813 som frivillig jägare vid en grenadjärbataljon, blev i december samma år officer och deltog i fälttågen 1813–15. 1841 blev han major, sårades under gatustriderna i Berlin i mars 1848, men återställdes så snart, att han den 23 april samma år kunde delta i slaget vid Slesvig under Slesvig-holsteinska kriget. 1850 överflyttades Vogel till generalstaben, blev 1851 överste, 1855 generalmajor och brigadchef
samt 1858 generallöjtnant och divisionschef. Vid utbrottet av kriget mot Danmark 1864 ställdes Vogel som generalstabschef vid högste befälhavarens, general Wrangels, sida. Då prins Fredrik Karl av Preussen efter Dybbøls fall övertog befälet med general Moltke vid sin sida, fick Vogel de båda divisioner som sändes mot Jylland under sitt befäl, och besatte Jylland. Efter kriget blev han chef för 7:e armékåren och ställdes vid utbrottet av kriget 1866 i spetsen för Main-armén, som tvingade hannoveranska armén till kapitulationen vid Langensalza och sedermera utförde fälttåget mot bayerska armén och 8:e förbundskåren.
Där förde han ledningen vid Rhöngebirges pass samt besegrade den bayerska armén vid Kissingen den 10 juli och förbundskåren vid Aschaffenburg den 14 samma månad. Efter Frankfurts intagande förflyttades Vogel som generalguvernör till Böhmen. Efter freden blev han chef för 1:a armékåren. Vogel tog avsked 1868, men ansvarade under 1870–71 års krig som generalguvernör för ledningen av försvaret av Tysklands norra kusttrakter. År 1873 gick han slutligen i pension. Efter hans död döptes det 56:e infanteriregementet i Wesel efter honom 1889.